# Nedre Brocken
Nedre Brocken är en sjö i Torsby kommun i Värmland och ingår i Göta älvs huvudavrinningsområde. Sjön är 17,5 meter djup, har en yta på 1,35 kvadratkilometer och befinner sig 127,1 meter över havet. Sjön avvattnas av vattendraget Norsälven (Ljusnan).

## Delavrinningsområde
Nedre Brocken ingår i det delavrinningsområde (668649-134823) som SMHI kallar för Utloppet av Nedre Brocken. Medelhöjden är 164 meter över havet och ytan är 7,4 kvadratkilometer. Räknas de 34 avrinningsområdena uppströms in blir den ackumulerade arean 743,96 kvadratkilometer. Norsälven (Ljusnan) som avvattnar avrinningsområdet har biflödesordning 2, vilket innebär att vattnet flödar genom totalt 2 vattendrag innan det når havet efter 374 kilometer. Avrinningsområdet består mestadels av skog (59 procent) och öppen mark (11 procent). Avrinningsområdet har 1,34 kvadratkilometer vattenytor vilket ger det en sjöprocent på 18,1 procent.